# Coula
Genre
Classification phylogénétique
Coula est un genre botanique de la famille des Olacaceae (ou des Coulaceae selon la classification APG III).
Ce sont des arbres des régions tropicales.

## Espèces
- Coula edulis